# Xyris luetzelburgii
Xyris luetzelburgii är en gräsväxtart som beskrevs av Gustaf Oskar Andersson Malme. Xyris luetzelburgii ingår i släktet Xyris och familjen Xyridaceae. Inga underarter finns listade i Catalogue of Life.